# Märchengarten im Blühenden Barock

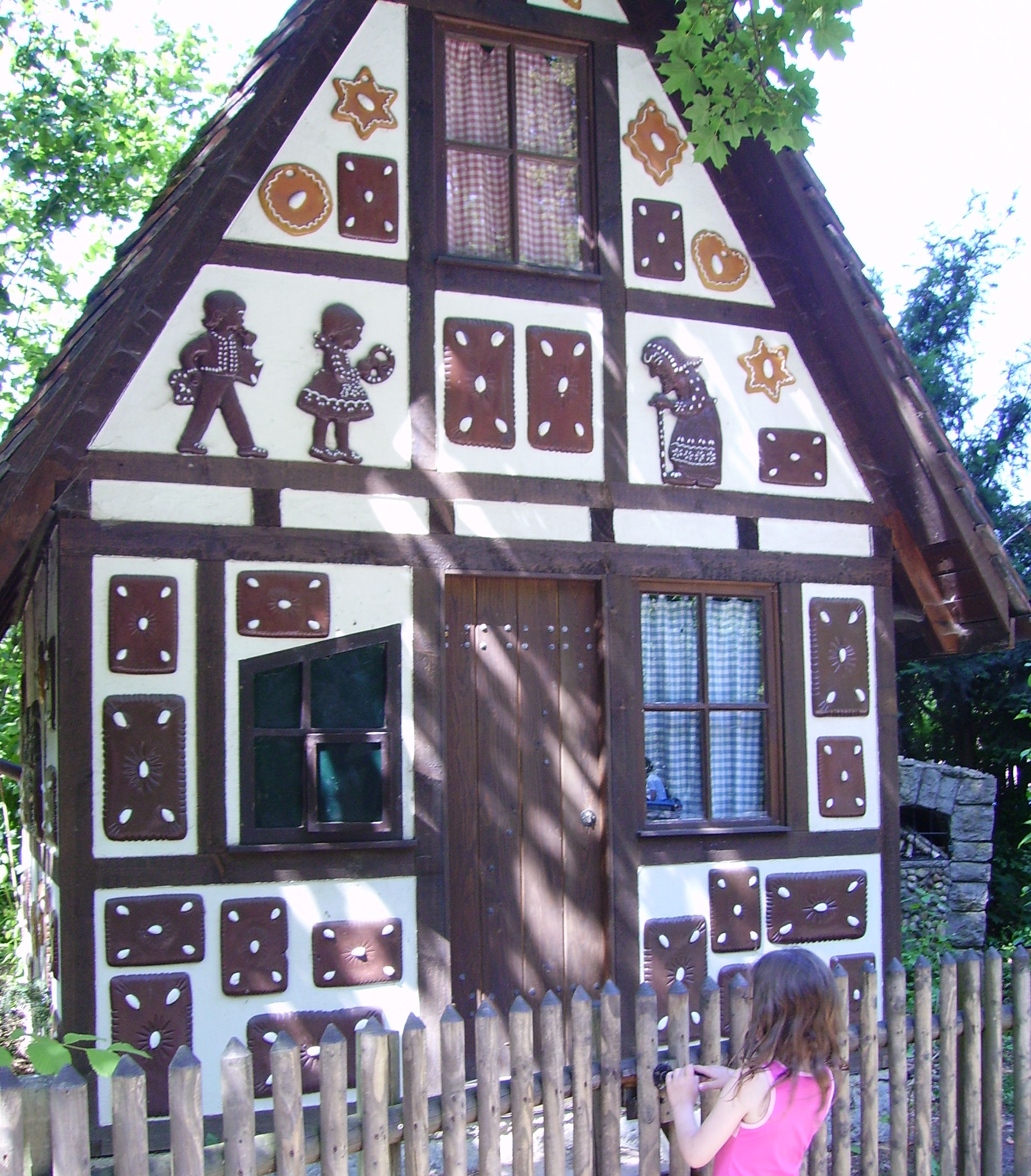
Het huis van de heks van Hans en Grietje

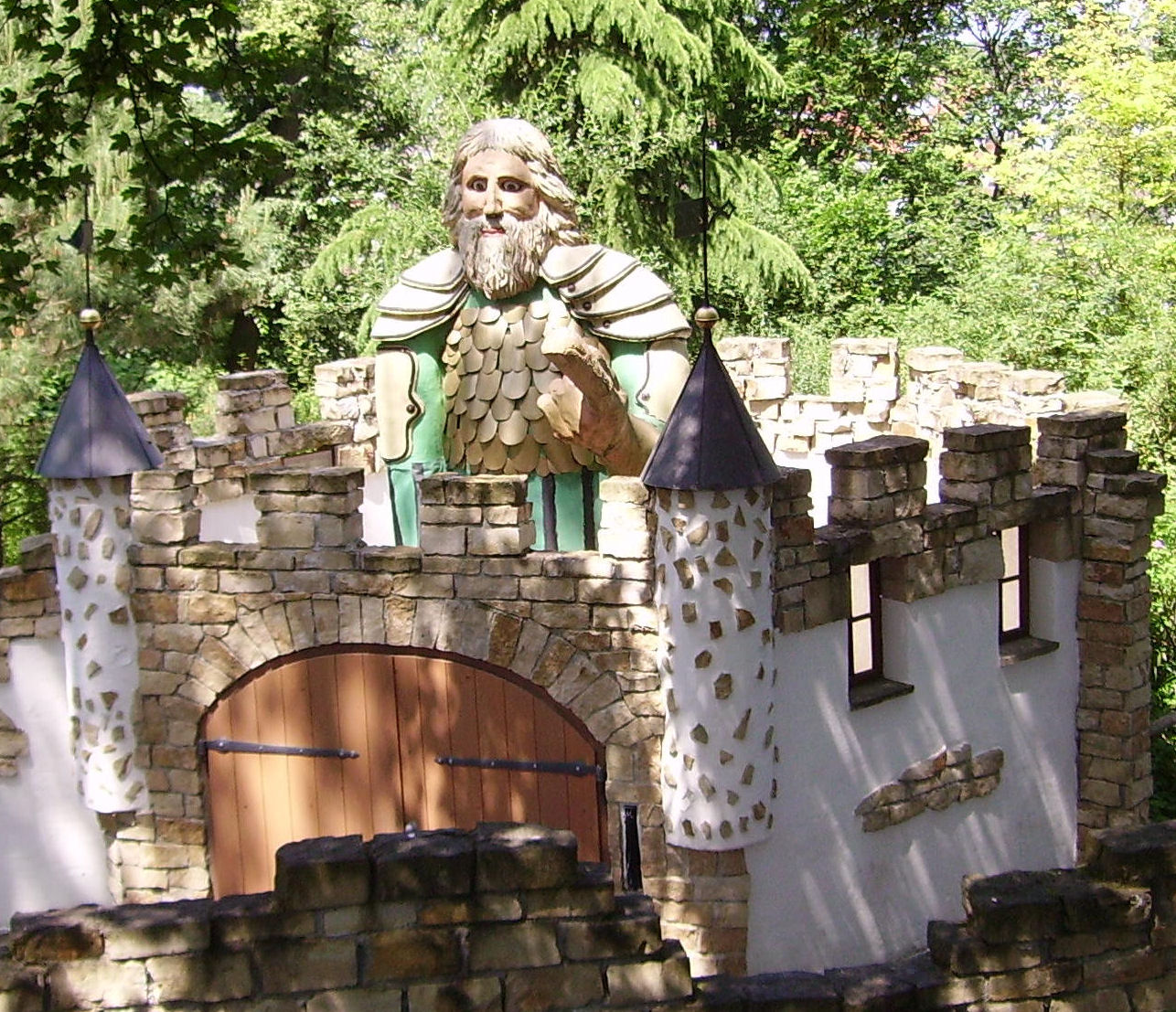
De reus Goliath

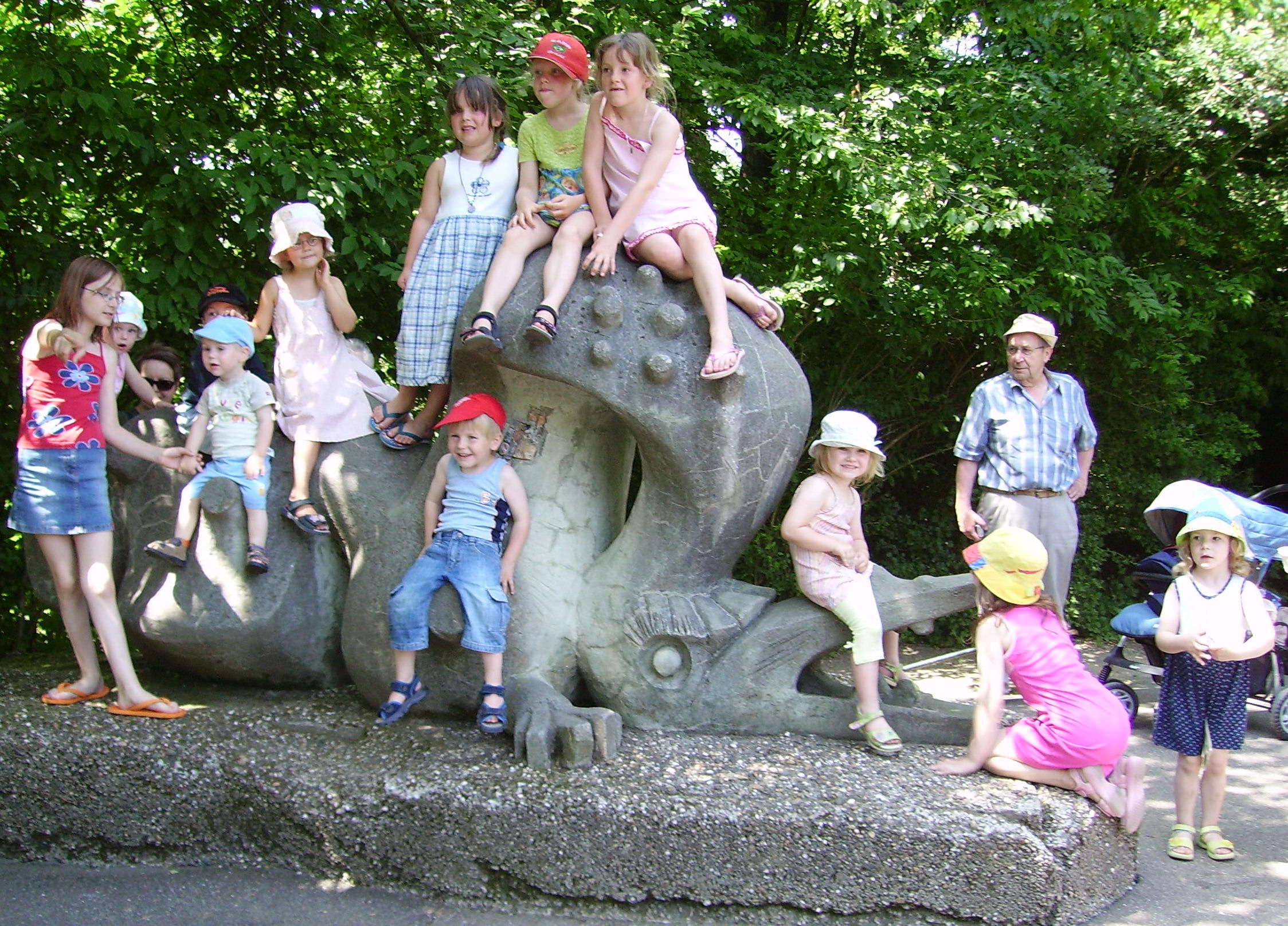
De papier etende draak

De Märchengarten im Blühenden Barock (Nederlands: Sprookjestuin in de Bloeiende Barok) is een attractiepark op het terrein van het Duitse slot Ludwigsburg en is geopend op 16 mei 1959. Het park bestaat voor het grootste gedeelte uit een sprookjesbos met enkele attracties.

## Geschiedenis
In 1957 trok de directeur van de Ludwigsburger slottuin, Albert Schöchle, naar Nederland om daar dieren aan te kopen. Toevalligerwijs stuitte hij daarbij op het sprookjesbos van de Efteling. Omdat de directeur zich zorgen maakte over de toekomst van het slotpark, was hij op zoek naar een nieuwe attractie en vond hij inspiratie bij de Efteling. Hij stelde het idee voor aan de raad van commissarissen, waarbij hij op weerstand stuitte, maar voerde uiteindelijk zijn idee door. Het plan was om geen plagiaat te plegen, maar om inspiratie uit de Efteling op te doen en die in een nieuwe vorm te verwezenlijken. Zo komen in de Märchengarten muziekpaddestoelen, een fontein met bal van De kikkerkoning en een bijna exacte replica van de put van Vrouw Holle voor. Op 15 mei 1959 opende de Ludwigsburger Märchengarten voor het publiek met een negental sprookjes. Hoewel er kritiek en negatieve reacties werden verwacht, bleek de Märchengarten een succes te zijn en stegen de inkomsten van het slotpark met meer dan 50%. In de jaren daarna werd de Märchengarten geleidelijk uitgebreid met nieuwe sprookje en attracties - in de beginjaren nog onder leiding van Schöchle -, waaronder de rondvaartattractie Märchenbach in 1969 en de Herzogschaukel in 1972, een premature versie van een madhouse.

## Beschrijving
Het park ligt op de flanken van een heuvel in de slottuin van slot Ludwigsburg. Op een wandelroute die van de top naar de voet van deze heuvel loopt zijn de volgende sprookjes en sprookjesachtige verschijningen uitgebeeld: een sprookjesverteller, de reus van Ludwigsburg, De Waterleliekoning, Sneeuwwitje, Hans en Grietje, Max und Moritz, Broertje en zusje, Repelsteeltje, Ali Baba en de veertig rovers, Aladin en de wonderlamp, Sinbad de zeeman, De kip met de gouden eieren, De sterrendaalders, Roodkapje, Vrouw Holle, De wolf en de zeven geitjes, Sneeuwwitje en Rozerood, De Bremer stadsmuzikanten, een sprekende papegaai, Assepoester, De rode schoentjes, Duimelijntje, Tumult im Märchenwald, de reus Goliath, een fornuis met toverkookpotten, De kikkerkoning, Tafeltje dek je, ezeltje strek je en knuppel uit de zak, een papier etende draak, Raponsje, Doornroosje, De stukgedanste schoentjes en Rübezahl. Onderaan de berg bevindt zich een viertal attracties. Aan het traject van een van deze attracties, de Märchenbach, bevinden zich nog de sprookjes Knappe Elsje, Het dappere snijdertje en Pinocchio.

### Lijst van attracties
| Naam             | Opening | Attractietype            | Afbeelding |
| ---------------- | ------- | ------------------------ | ---------- |
| Märchenbach      | 1969    | Rondvaart                |            |
| Märchenbahn      |         | Miniatuurspoorbaan       |            |
| Herzogschaukel   | 1972    | Madhouse avant la lettre |            |
| Wasserspielplatz |         | Waterspeeltuin           |            |